# Золотуха (приток Ильмы)
Золотуха — река в России, протекает по Борисоглебскому району Ярославской области. Устье реки находится в 26 км по левому берегу реки Ильма от её устья. Длина реки составляет 10 км. Сельские населённые пункты у реки: Новопавловское, Зачатье, Бородино, Никиткино, Оносово, Александрово, Коробцово.

## Данные водного реестра
По данным государственного водного реестра России относится к Верхневолжскому бассейновому округу, водохозяйственный участок реки — Волга от Рыбинского гидроузла до города Кострома, без реки Кострома от истока до водомерного поста у деревни Исады, речной подбассейн реки — Волга ниже Рыбинского водохранилища до впадения Оки. Речной бассейн реки — (Верхняя) Волга до Куйбышевского водохранилища (без бассейна Оки).
Код объекта в государственном водном реестре — 8010300212110000010729.